# Риф Брейк
„Риф Брейк“ (на английски: Reef Break) е френско-американски криминален сериал, който се излъчва премиерно на 20 юни 2019 г. по ABC в Съединените щати и приключва на 13 септември след един сезон. В сериала участват Попи Монтгомъри, Рей Стивънсън, Демзънд Чиам, Мелиса Бун и Тамала Шелтън.

## Актьорски състав
- Попи Монтгомъри – Кат Чеймбърс
- Рей Стивънсън – Джейк Елиът[4]
- Дезмънд Чиам – детектив Уайт Кол[5][6]
- Мелиса Бун – Ана Дюмон
- Тамала Шелтън – Петра Торънс
- Джоуи Виейра – детектив Толън

## Продукция
Сериалът е обявен на 2 май 2018 г. „Ей Би Си Студиос Интернешънъл“ е продуцирал сериала за френския канал M6. На 23 август 2018 г. е обявено, че „Ей Би Си“ подновява сериала за лятната си програма през 2019 г., в който първият сезон ще се състои от 13 епизода. На 10 април 2019 г. е обявено, че сериалът ще се излъчи премиерно по „Ей Би Си“ на 20 юни 2019 г.
Сериалът е заснет в Гоулд Коуст, Куинсланд, Австралия.

## В България
В България сериалът е излъчен през 2020 г. по „Фокс“. Дублажът е на Андарта Студио. Ролите се озвучават от Параскева Джукелова, Елена Русалиева, Васил Бинев, Момчил Степанов и Александър Воронов.